# Konstantinos Konstantopulos

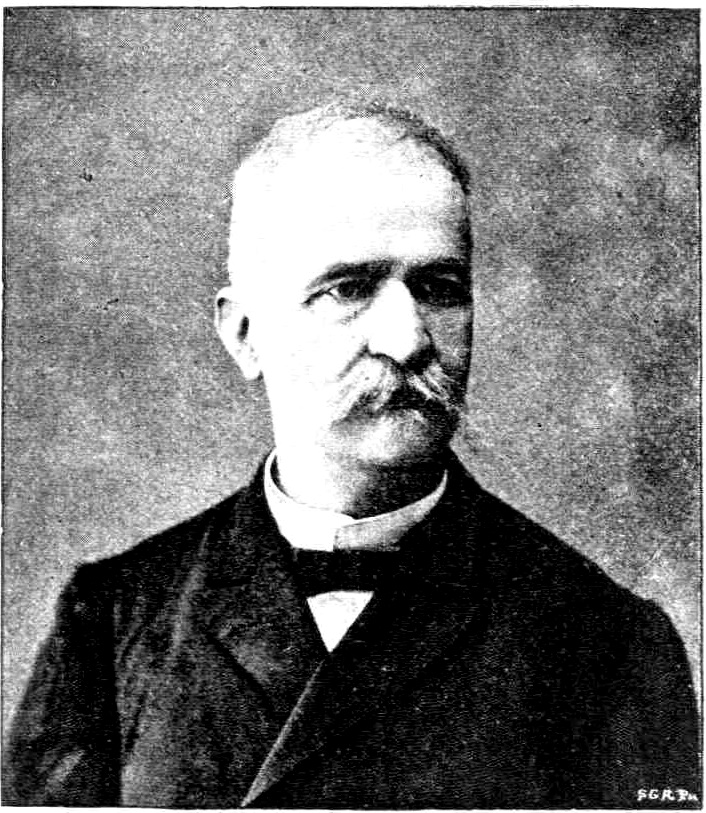
Konstantinos Konstantopulos

Konstantinos Konstantopulos (en griego: Κωνσταντίνος Κωνσταντόπουλος) era un hombre político griego nacido en 1832. Fue alcalde de Patrás por muchos años antes de servir como primer ministro brevemente de Grecia de marzo a junio de 1892. Murió en Atenas en 1910.
- Datos: Q959468
- Multimedia: Konstantinos Konstantopoulos / Q959468